# Polaroids from the Dead
Polaroids from the Dead, kanadensisk novellsamling från 1996 av Douglas Coupland (på svenska Tio noveller) handlar olika personers upplevelse kring en reunionkonsert med Grateful Dead. Ungdomar som försöker förstå vad deras föräldrar lyssnade på, hippies som var med på 1960-talet som återupplever gamla tider och drogliberala ungdomar blandas i denna novellsamling, indelad i tio kortare berättelser.